# Cafèambllet.com
La revista cafèambllet va néixer el 2004 com a publicació en paper, local i gratuïta amb l'objectiu de donar cobertura informativa a Blanes. La revista va ser fundada per Marta Sibina i Camps i Albano Dante Fachin. El 2005 la revista va ampliar la seva zona de distribució passant-se a distribuir a la resta de la comarca de La Selva i l'Alt Maresme. A partir de 2014 i gràcies al suport de més de 2.000 mecenes, la revista va arribar a imprimir 145.000 exemplars gratuïts a tot Catalunya, convertint-se –l'abril de 2014– en la publicació periòdica en català amb més exemplars.

## Segona etapa: denúncia de l'opacitat sanitària

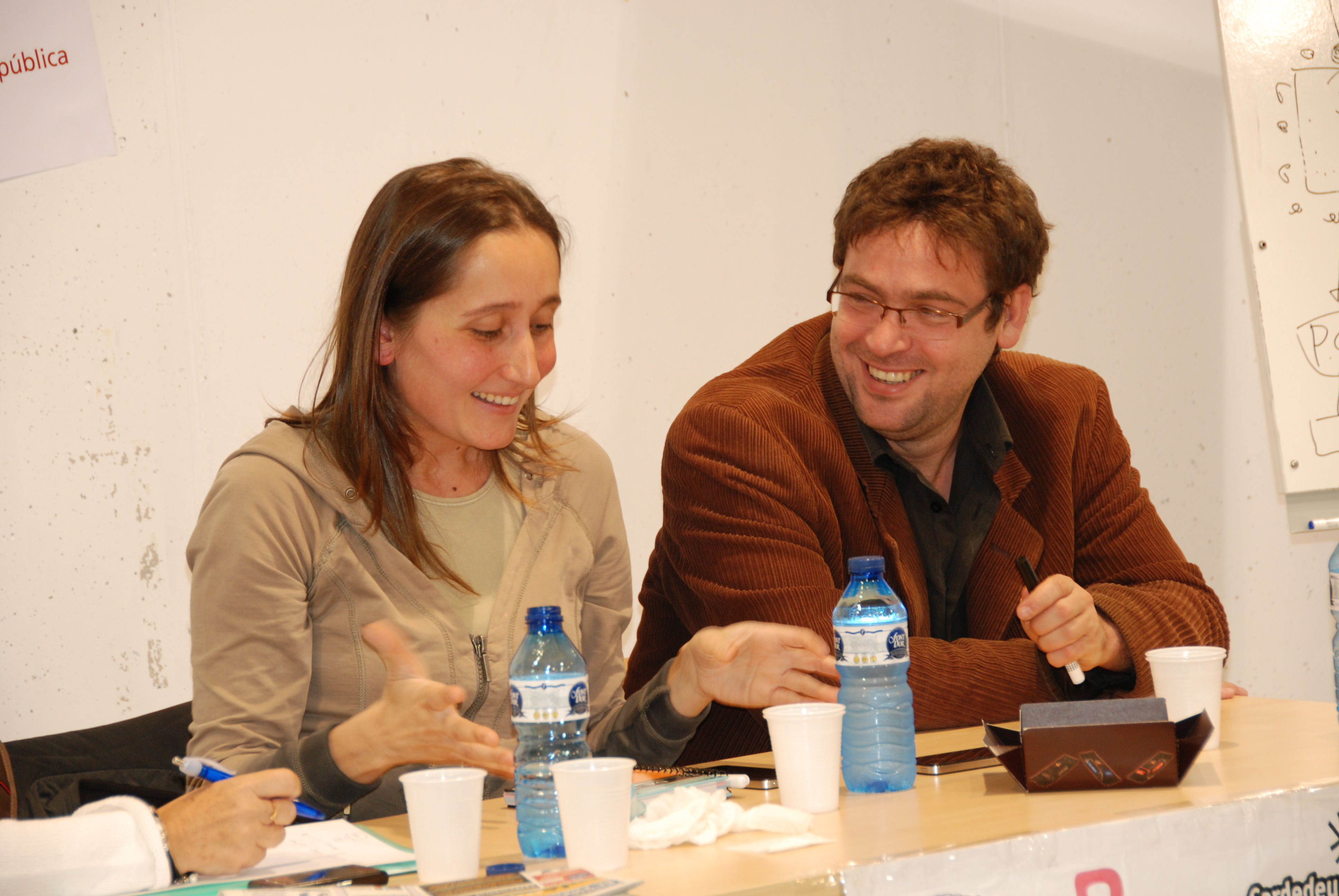
Presentació de Cafè amb llet a Cardedeu, el 2012

L'any 2011 Albano Dante Fachín inicia una investigació sobre el funcionament dels hospitals públics de Blanes i Calella i la seva gestió. Com a resultat d'aquesta investigació al març de 2011 s'inicia la publicació d'una sèrie d'articles denunciant l'opacitat i les irregularitats de la Corporació Salut Maresme i La Selva, gestora dels dos hospitals.
El febrer del 2012 els responsables de la revista publiquen un vídeo titulat "El major robatori de la història de Catalunya" on denuncien que l'opacitat descoberta als hospitals de Blanes i Calella és extensible a tot el sistema sanitari català.
Ràpidament el vídeo arriba a les 500.000 visites i provoca una important controvèrsia a l'àmbit local arribant a provocar la demanda d'explicacions al Parlament de Catalunya per part de diversos grups de l'oposició.

## Denuncia per danys a l'honor
El 3 d'abril del 2012 Josep Maria Via –assessor d'Artur Mas en matèria sanitària– denuncia la revista i els seus responsables pels suposats danys al seu honor que li ocasiona el vídeo. El demandant reclamava al jutjat número 37 de Barcelona la destrucció del vídeo així com una indemnització de 20.000 euros. La defensa va anar a càrrec de l'advocat José Aznar qui va oferir els seus serveis de manera gratuïta. El judici es va celebrar el 27 de setembre del mateix any i el 23 d'octubre la jutgessa Maria Millán Gisbert va condemnar la revista i els seus responsables a destruir el vídeo, a pagar una multa de 10.000 euros i a publicar la sentència a la revista. Els mateixos responsables de la revista ho van comunicar a través d'un nou vídeo titulat ‘Ens han condemnat’.
La condemna va aixecar un enorme debat sobre la llibertat d'expressió a Catalunya i va tenir un important ressò mediàtic a Catalunya, a la resta d'Espanya i fins i tot a escala internacional, arribant la notícia a ser publicada a The Washington Post. Periodistes com Jordi Évole, Pere Rusiñol, Albert Lladó, Lali Sandiumenge o David Fernàndez van ser alguns dels molt ciutadans que van signar el manifest «Més cafèambllet» que qualificava la sentència com «alarmant, […] no només perquè la justícia ha resolt el ‘cas cafèambllet’ amb rapidesa i molt abans que hagin arribat als jutjats els casos de corrupció que ha revelat, sinó també perquè suposa una amenaça a la llibertat d'expressió i d'informació i per al periodisme crític i independent».
La sentència també va ser criticada per Reporters Sense Fronteres, mitjans de comunicació i juristes
Disconformes amb el veredicte els responsables de la revista van interposar un recurs i el 25 de febrer del 2015 finalment van ser absolts.

## Tercera etapa: edició catalana
El 15 de febrer de 2014 els editors de la revista llencen una proposta per aconseguir finançar quatre edicions especials d'una tirada de 145.000 exemplars «per explicar allò que no expliquen els mitjans en mans de la banca». La idea era fer una revista gratuïta que pogués ser repartida a bars, hospitals, comerços, transports públics i llocs de pas. Amb aquest objectiu posen en marxa una campanya de Verkami per recollir els diners necessaris. Gràcies a les aportacions de 1.619 mecenes, el 23 d'abril surt al carrer la primera edició per a tot Catalunya amb un total de 145.000 exemplars, el que va convertir-la en la publicació periódica amb més exemplars de Catalunya.
Paral·lelament l'edició local de la revista publicava el seu últim número després de deu anys al carrer. La decisió va ser presa pels seus responsables per poder dedicar tots els recursos a la nova edició nacional. Un cop editats els primers quatre números es va endegar una segona campanya per finançar les següents quatre edicions, sota el títol: «En un país normal el poder té por de la premsa».
L'abril del 2015 la revista porta nou edicions al carrer, amb més d'un milió d'exemplars distruibuïts. Es finança gràcies a les aportacions de prop de mil socis, no accepta subvencions ni publicitat institucional ni d'empreses de l'IBEX.
El 12 de maig de 2015 Albano Dante anuncia que deixa de participar en la revista per poder-se presentar a les primàries de Podem. Això faria que la revista canviés de direcció i passés a mans de l'Associació de Reporterisme Som Atents, amb Cristina Garde com a periodista i dissenyadora gràfica, Gerardo Santos com a periodista i editor, Laia Seró com a periodista, i Yeray S. Iborra també com a periodista.